# Castello di Belcastel
Il castello di Belcastel  è un edificio medievale a Belcastel situato nel dipartimento dell'Aveyron, sulla riva nord del fiume Aveyron, presso Rodez.

## Storia

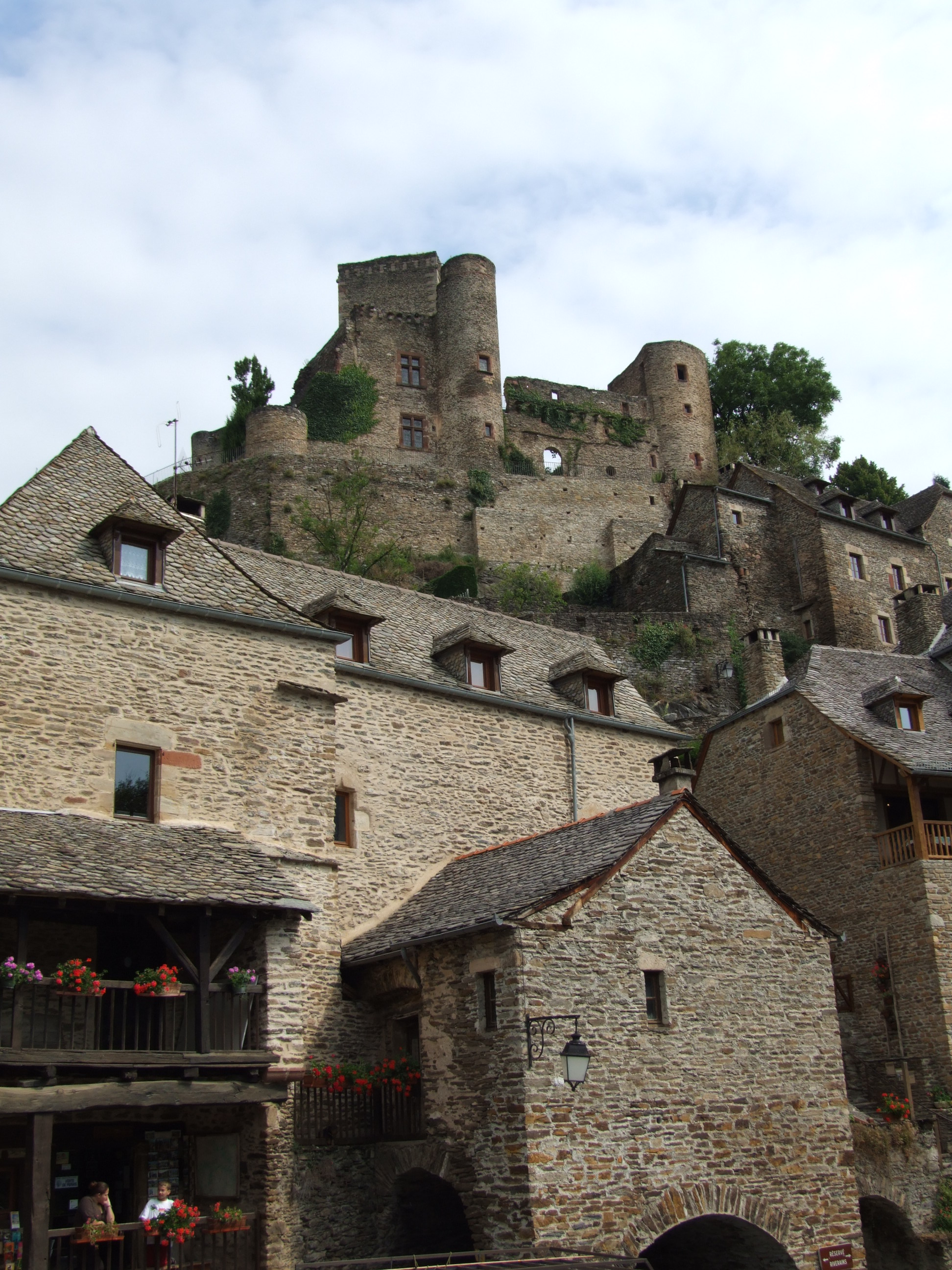
Vista di fronte

Questo castello medievale (le cui fondamenta risalgono al IX secolo) fu attaccato dagli inglesi durante la Guerra dei Cent'anni, ma  mai conquistato. Acquisito nel 1251 dal conte Ugo, e dato nel 1385 a Guglielmo di Saunhac, da Giovanni III conte di Armagnac e Rodez.
Fu poi abbandonato al suo destino per almeno tutto il XVII secolo. Durante la Rivoluzione francese, il castello e i suoi dintorni servirono come rifugio per Pierre de Barrau, nobile di Aveyron ricercato dalle autorità rivoluzionarie. L'architetto Fernand Pouillon (1912-1986) lo scoprì nel 1974 in uno stato molto avanzato di rovina, e cominciò a restaurarlo insieme al villaggio.
Il suo restauro fu eseguito in base a modelli, in quanto era impossibile stabilire come fosse: infatti ormai non era più che un campo di rovine (Pierre de Lagarde disse che ripristinare il castello Belcastel era l'equivalente di "voler svuotare il mare con un cucchiaino" ). Sebbene presentasse permessi di costruzione per tutte le case in rovina del paese, ebbe il tempo per ripristinare pienamente solo il castello. Aveva però consolidato la maggior parte delle altre rovine del villaggio, luoghi che sono stati successivamente acquistati dalla città grazie ai fondi europei, per essere restaurati e affittati.
Questo imponente castello fu dimora della famiglia di Saunhac. Dal 2005 è di proprietà di due gallerie newyorchesi. È inoltre aperto al pubblico dall'inizio di aprile fino a metà novembre. Ha ottenuto nel 2008 15.000 visitatori.

## Architettura

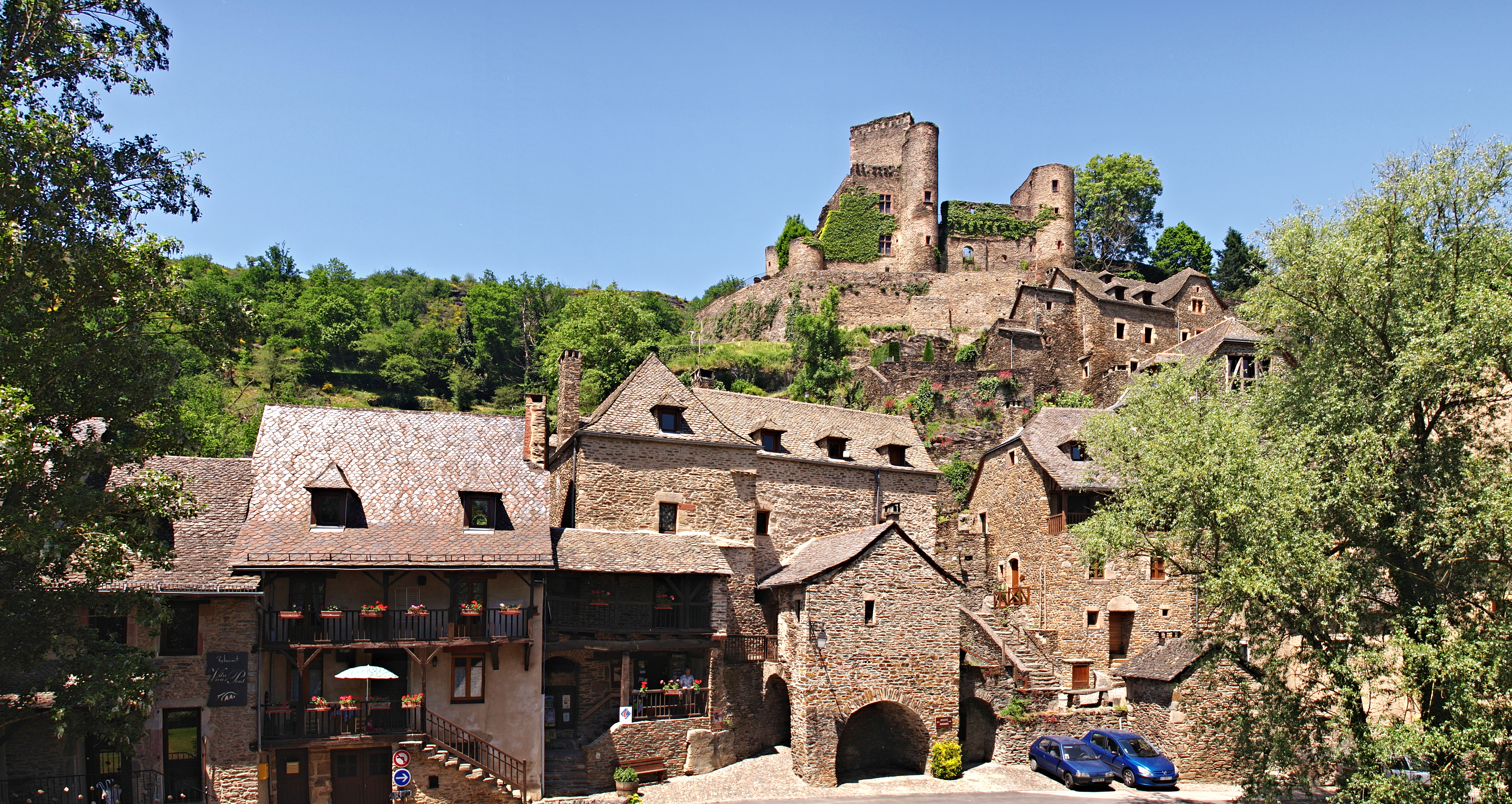
Panorama del castello

Le rovine del castello sono state elencate nell'inventario dei monumenti storici il 5 marzo 1928 ma l'operazione di ripristino del castello di Fernand Pouillon fece depennare il castello da questo inventario, mentre l'intero sito di Belcastel è rimasto iscritto.
La fortezza è dominata dalla sua torre quadrata. Ha mantenuto la sua cappella preromanica e la cappella superiore, entrambe restaurate di Fernand Pouillon.